# Luizinho Vieira
Luizinho Vieira (nacido el  de 1972) es un exfutbolista brasileño que se desempeñaba como centrocampista.
Jugó para clubes como el Atlético Paranaense, Gamba Osaka, Santa Cruz, Marília, Ponte Preta y Joinville.

## Trayectoria
| Futbolista                            |                     |           |
| País                                  | Club                | Año       |
| Bandera de Brasil                     | Brasil de Pelotas   | 1995-1997 |
| Bandera de Brasil                     | Atlético Paranaense | 1997-1999 |
| Bandera de la República Popular China | Shandong Luneng     | 1998      |
| Bandera de Japón                      | Gamba Osaka         | 1999      |
| Bandera de Brasil                     | Atlético Paranaense | 2000      |
| Bandera de Brasil                     | Santa Cruz          | 2000      |
| Bandera de Brasil                     | Inter de Limeira    | 2001      |
| Bandera de Brasil                     | Santa Cruz          | 2001      |
| Bandera de Brasil                     | Marília             | 2002      |
| Bandera de Brasil                     | Ponte Preta         | 2004      |
| Bandera de Brasil                     | Atlético Sorocaba   | 2005      |
| Bandera de Brasil                     | 15 de Novembro      | 2005      |
| Bandera de Brasil                     | ABC                 | 2005      |
| Bandera de Brasil                     | Joinville           | 2006      |
| Bandera de Brasil                     | Ceilândia           | 2006      |
| Bandera de Brasil                     | Próspera            | 2007      |
| Bandera de Brasil                     | Oeste               | 2008      |
| Entrenador                            |                     |           |
| País                                  | Club                | Año       |
| Bandera de Brasil                     | Criciúma            | 2014-2015 |
| Bandera de Brasil                     | Itumbiara           | 2017-2018 |
| Bandera de Brasil                     | Luverdense          | 2018      |
| Bandera de Brasil                     | Sergipe             | 2019      |
| Bandera de Brasil                     | Volta Redonda       | 2020      |
| Bandera de Brasil                     | Manaus              | 2021      |
| Bandera de Brasil                     | Retrô               | 2021      |
| Bandera de Brasil                     | Passo Fundo         | 2021      |
| Bandera de Brasil                     | Ypiranga de Erechim | 2022-2023 |
| Bandera de Brasil                     | Confiança           | 2023      |
| Bandera de Brasil                     | Amazonas            | 2023-2024 |
| Bandera de Brasil                     | Brusque             | 2024      |
| Bandera de Brasil                     | Caxias              | 2025-Act. |

## Palmarés

### Como futbolista
| Título                 | Club                 | País   | Año  |
| ---------------------- | -------------------- | ------ | ---- |
| Campeonato Catarinense | Criciúma             | Brasil | 1993 |
| Campeonato Paranaense  | Athletico Paranaense | Brasil | 1998 |
| Campeonato Paranaense  | Athletico Paranaense | Brasil | 2000 |

### Como entrenador
| Título                        | Club     | País   | Año  |
| ----------------------------- | -------- | ------ | ---- |
| Campeonato Brasileiro Série C | Amazonas | Brasil | 2023 |